# Medalha e Prêmio Meldola

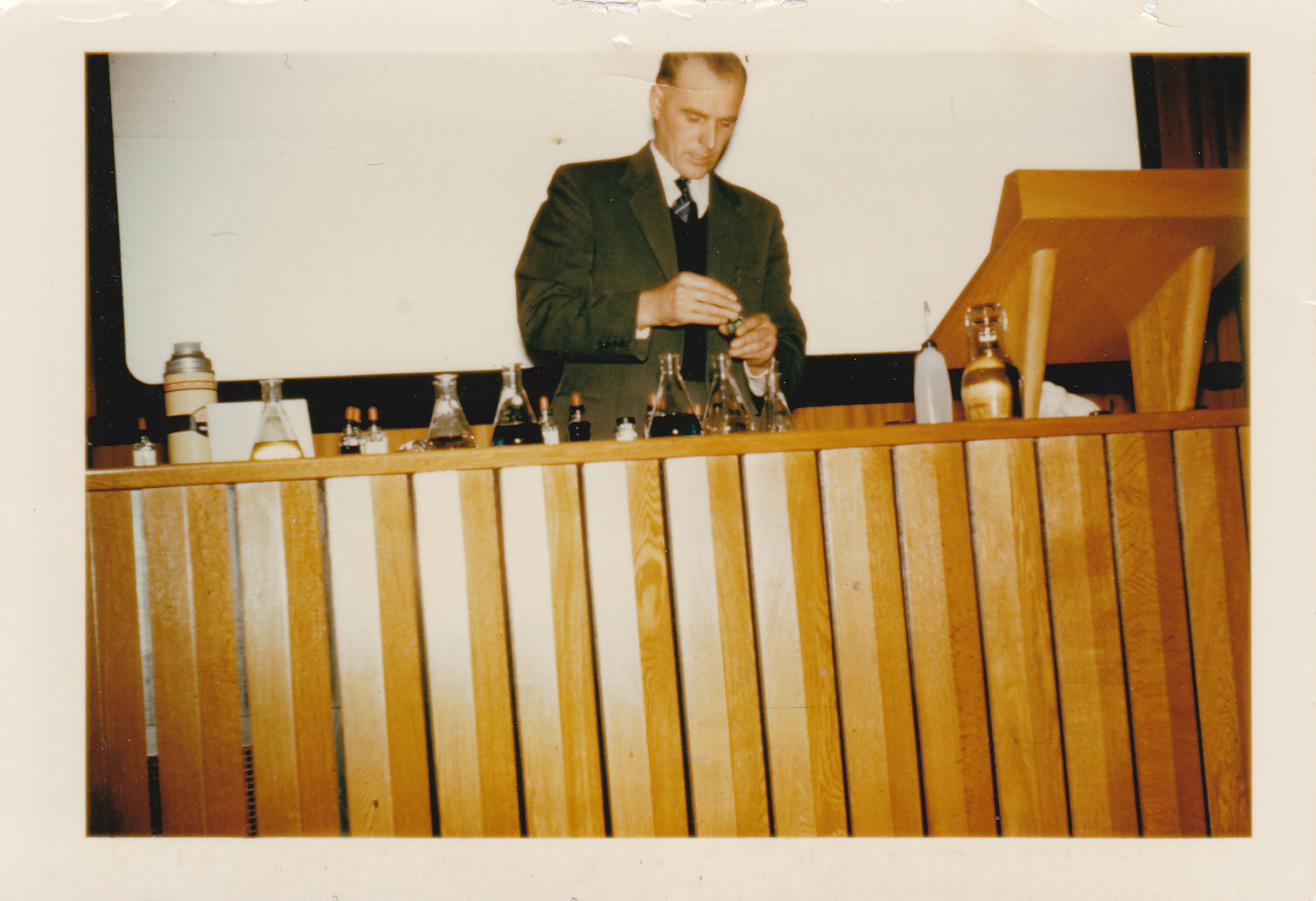

A Medalha e Prêmio Meldola (em inglês:  Meldola Medal and Prize) foi concedida anualmente pela Royal Society of Chemistry a um químico com idade inferior a 32 anos, por investigações originais promissoras em química (que tenham sido publicadas). Celebra Raphael Meldola, presidente do maccabaeans e do Royal Institute of Chemistry. O prêmio consistia em um valor monetário de £ 500 e uma medalha de bronze.
O prêmio foi modificado em 2008 e fundido com o Prêmio Memorial Edward Harrison, surgindo então os Prêmios Memoriais Harrison-Meldola.

## Laureados[1]
- 1921 - Christopher Kelk Ingold
- 1922 - Christopher Kelk Ingold
- 1923 - Cyril Norman Hinshelwood
- 1924 - L J Harris
- 1925 - H Phillips
- 1926 - Ronald Norrish
- 1927 - Juda Hirsch Quastel
- 1928 - John Alfred Valentine Butler
- 1929 - R A Morton
- 1930 - Patrick Linstead
- 1931 - Guy Frederic Marrian
- 1932 - Leslie E Sutton
- 1933 - Maurice Stacey
- 1935 - Harry Work Melville
- 1936 - Edward David Hughes, Alexander Todd
- 1937 - R P Bell
- 1938 - William Charles Price
- 1939 - H. Norman Rydon
- 1940 - Ewart Jones
- 1941 - C H Bamford
- 1946 - A W Johnson, Robert Harold "Robin" Stokes
- 1947 - James Baddiley
- 1948 - Ralph A Raphael
- 1949 - A J B Robertson
- 1950 - E A R Braude
- 1951 - Charles Kemball, G W Kenner
- 1952 - T L Cottrell, B C L Weedon
- 1953 - Robert Haszeldine
- 1954 - John Shipley Rowlinson
- 1955 - Peter Gray
- 1956 - Thomas Summers West
- 1957 - D J Manners
- 1959 - John Cadogan, T C Waddington
- 1960 - J N Bradley
- 1961 - John N Murrell, Richard Norman
- 1962 - James Trotter
- 1963 - Alan Carrington
- 1964 - John Stuart Brimacombe, J J Rooney
- 1965 - R D Gillard
- 1966 - D H Williams
- 1967 - T J Kemp
- 1968 - M Gerloch, Geoffrey R Luckhurst
- 1969 - Peter William Atkins
- 1970 - George M Sheldrick
- 1971 - G M Bancroft, John F Kennedy
- 1972 - Geoffrey A Ozin
- 1973 - J N L Connor, B P Roberts
- 1974 - Peter J Derrick
- 1975 - Jeremy Sanders
- 1976 - J K Burdett, Martyn Poliakoff
- 1977 - Eric Oldfield
- 1978 - John Evans
- 1979 - Myron Wyn Evans
- 1980 - Anthony Barrett
- 1981 - David Clary, A Dilks
- 1982 - A Guy Orpen, Ivan Powis
- 1983 - R A Jones, I Paterson
- 1984 - J R Darwent, Ian P Rothwell
- 1985 - John S Foord
- 1986 - A Mills, Nicholas C Norman
- 1987 - Paul D Beer, James H Keeler
- 1988 - R E Mulvey, Nigel Simon Simpkins
- 1989 - S E Thomas, Mark T Weller
- 1990 - Andrew R Barron
- 1991 - J Paul Attfield, Kenneth D M Harris
- 1992 - Christopher A Hunter, D J Wales
- 1993 - M Wills, D S Wright
- 1994 - James Robert Durrant
- 1995 - Alan Armstrong
- 1996 - D W Lewis, Michael Shipman
- 1997 - P J Clayden, J S O Evans
- 1998 - Stephen P Marsden, Jonathan W Steed
- 1999 - Ben G Davis, Peter A O'Brien
- 2000 - Claire J Carmalt
- 2001 - Adam S Nelson
- 2002 - Greg L Challis, M A Hayward
- 2003 - Ian J S Fairlamb, N R Walker, Claire Vallance
- 2004 - Milo S P Shaffer, Charlotte Williams
- 2005 - R J Allen, M L Clarke
- 2006 - Richard Layfield University of Cambridge,Rebecca Goss University of East Anglia
- 2007 - Hon Lam University of Edinburgh, Rachel O'Reilly University of Cambridge